# Juan Carlos de la Ossa
Juan Carlos de la Ossa Yunta , né le 25 novembre 1976 à Cuenca, est un athlète espagnol, spécialiste des courses de fond. 

## Biographie
Il remporte cinq titres consécutifs de champion d'Espagne de cross-country de 2004 à 2008, et s'illustre également sur le plan continental en remportant la médaille d'argent du cross long des championnats d'Europe 2003 et 2004, où il s'incline à deux reprises face à l'Ukrainien Serhiy Lebid, ainsi que la médaille de bronze en 2006.
Sur piste, l'Espagnol décroche la médaille de bronze du 10 000 m des Championnats d'Europe 2006, à Göteborg, derrière l'Allemand Jan Fitschen et l'autre Espagnol José Manuel Martínez. Il participe à deux finales de championnats du monde (9e sur 5 000 m en 2003 et 10e sur 10 000 m en 2005), et remporte par ailleurs la coupe d'Europe des nations 2005 (5 000 m) et la Coupe d'Europe du 10 000 mètres en 2006. Il se classe 17e des Jeux olympiques de 2008. 

## Records
| Épreuve  | Performance    | Lieu      | Date         |
| -------- | -------------- | --------- | ------------ |
| 5 000 m  | 13 min 09 s 84 | Huelva    | 20 juin 2006 |
| 10 000 m | 27 min 27 s 80 | Barakaldo | 2 avril 2005 |